# Ácido fosforoso
Ácido fosforoso é o composto químico descrito pela fórmula H3PO3 (ou HP(O)(OH)2). É um dos oxiácidos do fósforo, outros importantes membros sendo o ácido fosfórico (H3PO4) e o ácido hipofosforoso (H3PO2). Note-se que somente os compostos reduzidos do fósforo recebem no nome o final "oso". Outros nomes deste ácido são ácido ortofosforoso e óxido de dihidroxifosfina.
HP(O)(OH)2 é o produto da hidrólise de seu anidrido, P4O6:
P4O6  +  6 H2O  →  4 HP(O)(OH)2
Uma relação análoga conecta o H3PO4 e o P4O10.

## Tautomerização
H3PO3 é melhor descrito fórmula estrutural HPO(OH)2. Essa espécie existe em equilíbrio com um tautômero P(OH)3 (em pequena quantidade). O P(OH)3 é observado como ligante ligado ao molibdênio.
Outros oxiácidos do fósforo importantes são o ácido fosfórico (H3PO4) e o ácido hipofosforoso (H3PO2)

## Preparação
Embora comercialmente disponível abaixo, o ácido é mais comumente preparado pela hidrólise de tricloreto de fósforo com água ou vapor:
PCl3  +  3 H2O  →  HP(O)(OH)2  + 3 HCl
O fosfito de potássio é um conveniente precursor para o ácido fosforoso:
K2HPO3 + 2 HCl  →  2 KCl + H3PO3
Na prática o fosfito de potássio aquoso é tratado com excesso de ácido clorídrico. Por concentração da solução e precipitações com álcocois, o ácido puro pode ser separado do sal.

## Usos

### Conversão a fosfina
Fosfina, sendo um gás inflamável e tóxico, é inconveniente à estocagem. Felizmente esta útil espécie é facilmente preparada por decomposição térmica de ácido fosforoso, o qual se decompões a aproximadamente 180°C:
4 HP(O)(OH)2  →  PH3  +  3 H3PO4
Desde ácido fosfórico é um líquido xaroposo não volátil, a PH3 gasosa é facilmente separada.

### Em agricultura
É uitilizado como fonte de fosfito, que é fertilizante que possui garantia de 85 % de P2O5, além de obter o poder de defensivo agrícola.

### Outras referências
- Holleman, A. F.; Wiberg, E. “Inorganic Chemistry.” Academic Press: San Diego, 2001. ISBN 0-12-352651-5.
- D. E. C. Corbridge. “Phosphorus: An Outline of its Chemistry, Biochemistry, and Technology.” 5th ed. Elsevier: Amsterdam. ISBN 0-444-89307-5.